# Helicolenus dactylopterus
O  cantaril (Helicolenus dactylopterus) é um peixe teleósteo e demersal da família Sebastidae, pertencente ao grupo dos peixes-escorpião, que habita o Atlântico e o Mediterrâneo.
É um típico predador de espera e possui uma coloração críptica, de tonalidades alaranjadas no dorso e mais claras no ventre.

## Nomes comuns
Dá ainda pelos seguintes nomes comuns:cantarilho e boca-negra.

## Distribuição
A espécie Helicolenus dactylopterus encontra-se vastamente distribuída por todo o Oceano Atlântico, desde as costas Norueguesas até á África do Sul, incluindo Açores, Madeira, Canárias, e todo o Mar Mediterrâneo.

## Biologia
O cantaril é uma espécie bati-demersal, encontrada em áreas de fundo mole na plataforma continental e talude continental. Encontram-se em profundidades que variam entre os 50 e os 1100 m mas são normalmente encontrados entre os 150 e os 600 m.  Este peixe alimenta-se tanto de organismos bentónicos como pelágicos, sejam eles (crustáceos decápodes, peixes, cefalópodes e, em alguns casos, pirossomas, poliquetas e equinodermes). As proporções destes tipos de presas na sua dieta variam de acordo com o tamanho do peixe. Os espinhos da barbatana dorsal, barbatana pélvica e barbatana anal são tóxicos.

## Descrição

### Comprimento / Peso / Idade
Os machos atingem comprimentos e pesos maiores que fêmeas com a mesma idade.
 Comprimento máx. registado: 47.0 cm TL; 
 Comprimento médio: 25.0 cm TL; 
 Peso Max. registado: 1,550 g; 
 Idade máx. registada: 43 anos

### Descrição Morfológica
O cantaril distingue-se dos outros membros da família Sebastidae por ser um peixe robusto, com uma cabeça larga e com espinhos. Contém o número de espinhos descrito para o seu Género e não tem barbilhos ou tentáculos. O perfil da parte frontal da cabeça deste peixe é relativamente inclinado. Têm dentes viliformes nas duas maxilas e a sua boca larga tem uma coloração negra por dentro. 
A barbatana dorsal tem 11 a 13 espinhos (normalmente 12) e 10 a 14 Raios moles (normalmente 11-13). A barbatana anal tem 3 espinhos e 5 raios moles e a barbatana peitoral tem entre 17 e 20 raios moles. 
O corpo, maxilas e bochechas são normalmente escamados. Têm entre 55 a 80 filas verticais de escamas ctenóides e a sua linha lateral possui escamas tubulares. Já o focinho e parte ventral não possuem escamas. Têm usualmente 25 vértebras. As branquispinhas são bem desenvolvidas e entre 7 e 9 no arco branquial superior e 16 a 21 no inferior. 
Têm uma cor variável, com região dorsal e flancos vermelhos e região ventral cor-de-rosa, com 5 a 6 bandas escuras por baixo dos raios duros e moles da barbatana dorsal e no pedúnculo caudal, têm uma banda em forma de Y entre a barbatana dorsal mole e a barbatana anal e uma mancha na parte posterior da barbatana dorsal dura. 

## Reprodução
O cantaril tem gestação intraovariana. Tem também fertilização interna   , sendo que já foram encontrados  espermatozóides livres em ovários em descanso, durante os meses de Julho a meados de Dezembro, com picos de abundância de espermatozóides nos meses de Setembro a Novembro, no Atlântico oeste. É notado um atraso de 1 a 3 meses antes da fertilização, sendo que o desenvolvimento dos oócitos só se dá a partir de Dezembro.  As células-embrião (estado mais desenvolvido observado) aparecem desde Janeiro a Abril e a presença de folículos pós-ovulação indica que o desenvolvimento dos oócitos se dá muito rapidamente.  Uma vez que as fêmeas desta espécie são capazes de armazenar esperma dentro dos seus ovários, isso permite-lhes uma desova faseada, desova essa que é encerrada dentro de uma matriz gelatinosa, que foi previamente segregada para o ovário.  Esta espécie tem uma forma de oviparidade que ocupa uma posição intermédia entre oviparidade e viviparidade – zigoparidade.  As suas larvas e juvenis são pelágicas. 

### Comprimento médio de primeira maturação
Fêmeas  – 20.9 cm
 Machos – 26.0 cm

## Taxonomia
Esta espécie pode ser dividida em duas subespécies, tendo em conta as características morfológicas: Helicolenus dactylopterus lahillei e Helicolenus dactylopterus dactylopterus. Dentro destas, e considerando a distribuição geográfica da subespécie H. d. dactylopterus, podem ser catalogadas quarto populações diferentes: na África do Sul, no Golfo da Guiné, no Nordeste Atlântico (desde a Noruega até ao norte de África e Mediterrâneo) e no Noroeste Atlântico (desde a Nova Escócia até à Venezuela. 
Há ainda outra proposta de subdivisão da espécie que admite seis subespécies e que também se baseia em medidas morfométricas e distribuição geográfica: H. d. dactylopterus, H. d. maderensis, H. d. maculatus, H. d. gouphensis, H. d. angolensis e H. d. lahillei.

## Pesca
Apesar nunca ter havido um grande interesse comercial desta espécie, a nível global de pescarias, o que se deve ao baixo nível de acessibilidade da mesma, ainda é aquela com maior importância, dentro do grupo dos peixes escorpião.  
O cantaril é uma captura acessória de várias pescarias demersais , incluindo a pesca do goraz (Pagellus bogaraveo). É apanhado por palangre de fundo e redes de emalhar, ao largo do Estreito de Gibraltar e ao longo da costa continental portuguesa e Açores. 
No Mediterrâneo oeste, esta espécie é capturada também como bycatch e maioritariamente por arrastos de fundo que visam a apanha de crustáceos bentónicos.  O interesse nesta pescaria está cada vez mais a aumentar, justificado pela necessidade de encontrar novos recursos pesqueiros, recorrente da depleção de recursos mais tradicionais.  Na costa da Catalunha, é a espécie de peixes escorpião mais comercialmente viável e com maior importância económica. 

## Ligações Externas
- FishBase
- «Helicolenus dactylopterus». Enciclopédia da Vida (em inglês)
- EFSA